# Alzines Reclamadores de Fontcoberta

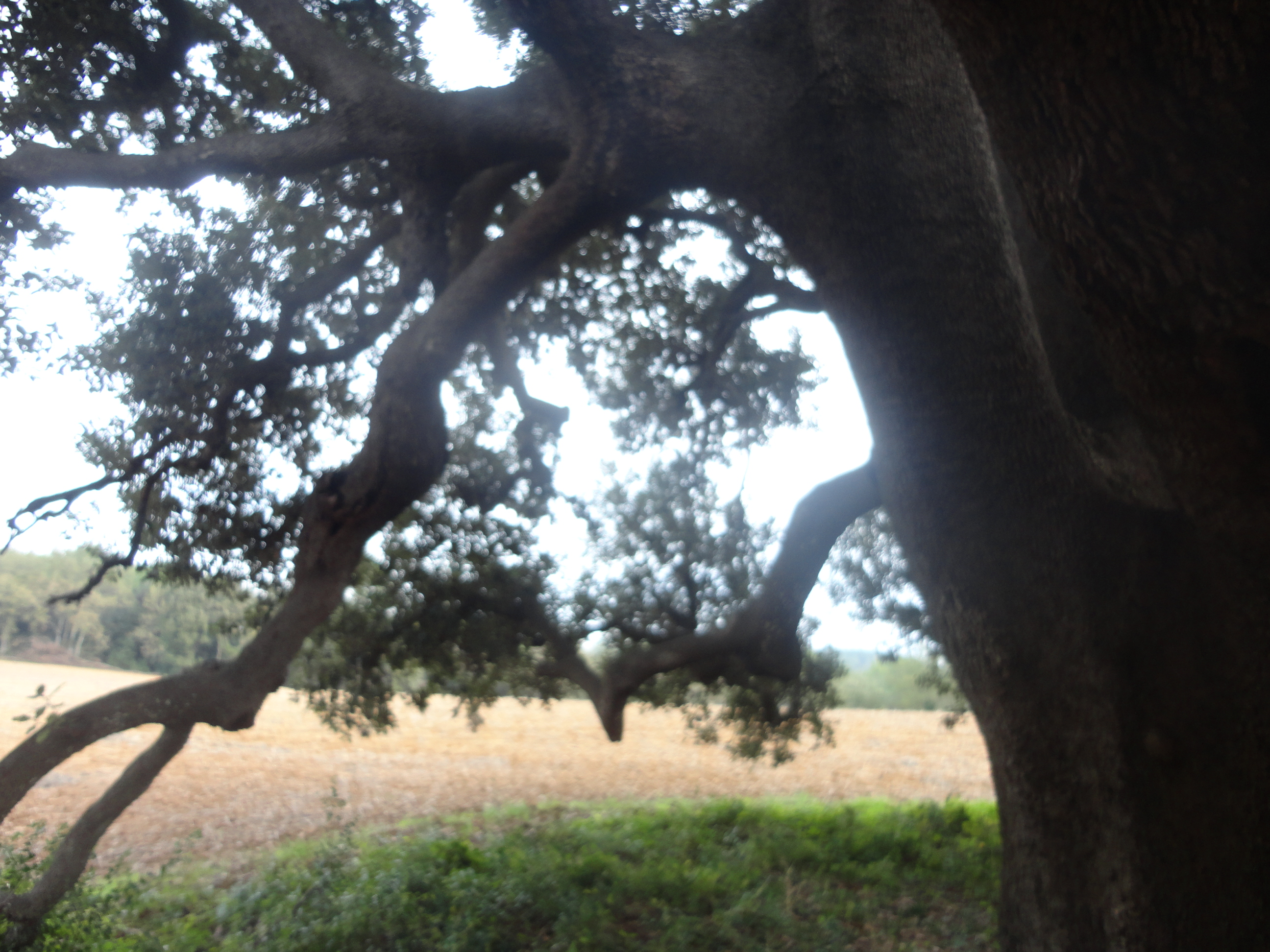
Alzina de l'Omeda

Les Alzines reclamadores de Fontcoberta (Quercus ilex ilex) són dues alzines que es troben al Veïnat d'en Fares (Fontcoberta, el Pla de l'Estany), les quals destaquen per la seua monumentalitat.

## Dades descriptives
- Perímetre del tronc a 1,30 m: 3,61 m (l'alzina d'Omeda) i 3,52 m (l'alzina de Puig Sa Guàrdia a 1,10 m d'alçada).
- Perímetre de la base del tronc: 7,38 m (Omeda) i 8,10 m (Puig Sa Guàrdia).[1]
- Alçada: 15 m (Omeda) i 15 m (Puig Sa Guàrdia).
- Amplada de la capçada: 16.9 m (Omeda) i 18 m (Puig Sa Guàrdia).
- Altitud sobre el nivell del mar: 189 m.

## Entorn
Es troben en un paisatge característic del Pla de l'Estany, fora de la conca lacustre, en un sistema de turons argilencs de baixa alçària on predomina un ambient agrícola, amb camps de secà i cereals. Envoltades de boscos atapeïts de pi blanc, als fondals hi ha rouredes i omedes, de petites dimensions limitades per l'acció dels agricultors del veïnat de Can Fares. Hi ha petits exemplars de lledoner, arç blanc, saüquer i figuera silvestre com a reductes escapats del bosc. Relatiu als arbusts, hi ha presència de sanguinyol, aladern, aranyoner, galzeran, esbarzer, esparreguera boscana i gavarrera. Entre les plantes enfiladisses abunden l'heura, l'arítjol, la rogeta i la vidalba, i entre l'estrat herbaci hi ha la tomaquera del diable, dolçamara, blet blanc, userda, lletsó, ravenissa blanca, plantatge de fulla estreta i verònica.

## Aspecte general
Destaquen per la seua forma peculiar (amb la capçada des de nivell de terra -típica de les alzines reclamadores, que, com indica el seu nom, ho són d'aus) i perquè es tracta de dos individus molt propers l'un de l'altre (fet insòlit a Catalunya en aquesta tipologia i ús cultural). Mentre que l'Alzina de Puig Sa Guàrdia es troba en un estat pràcticament impecable de salut, l'Alzina de l'Omeda presenta importants atacs de xilòfags -un d'ells, el banyarriquer- tant al tronc com al brancatge principal. En els darrers temps, els xilòfags semblen haver guanyat terreny, en detriment de l'alzina. A més, té algun braç important fracturat, diverses branques grans mortes o gairebé, i una vella concavitat a la soca. Pel que fa a les fulles, presenten un atac força generalitzat de cinípids. L'arbre és tan opulent que, tot i aquests entrebancs, l'aspecte que té no deixa d'ésser un autèntic espectacle. És pràcticament idèntica morfològicament a la de Puig Sa Guàrdia, tret de la sensible diferència d'amplada entre una i altra. L'any 2010, ambdues van rebre un tractament fitosanitari basat en una poda de les capçades. Totes dues foren declarades arbres monumentals de Catalunya l'any 1991.

## Curiositats
Antigament, s'empraven per atraure els ocells amb reclams, tords principalment, que un cop dins de l'arbre quedaven enganxats en vesc i eren capturats pels pagesos. Per aconseguir aquest efecte les branques de les alzines reclamadores eren modelades per fer-les arribar fins a terra, cobrint tot l'espai, es deixaven unes petites finestres sense vegetació per on entraven els ocells, i per l'interior hom es podia enfilar entre les branques fàcilment per a poder preparar les trampes de vesc on s'enganxaven els ocells. Aquesta activitat tradicional de caça, poc selectiva i actualment il·legal, ja no es practica a la comarca del Pla de l'Estany. Aquestes alzines foren utilitzades al final de la darrera Guerra Civil Espanyola (1936-1939) com a referència per la gent que fugia cap a França.

## Accés
Des de Banyoles, cal arribar a Fontcoberta per la carretera C-66 i llavors agafar la carretera que va a Vilavenut. A uns 100 metres abans d'arribar al veïnat de Fares, a la nostra esquerra, apareixerà l'Alzina Reclamadora de Puig Sa Guàrdia. Just davant de l'entrada del veïnat (que queda a la nostra dreta) hi ha un camí agrícola per a tractors que queda a l'esquerra de la carretera, el qual s'enfila entre dos camps i finalitza uns 150 metres després. Un cop som al final del camí, a uns 250 metres, veurem, coronant un turonet, l'Alzina Reclamadora de l'Omeda. GPS 31T 483669 4665264 (Alzina de l'Omeda) i 31T 483257 4665399 (la de Puig Sa Guàrdia).